# Internationale Kriminalistische Vereinigung
Die Internationale Kriminalistische Vereinigung (IKV) war eine von 1889 bis 1933 existierende, auf Fragen der Kriminalpolitik und der Strafrechtsreform gerichtete Organisation. Ihre Mitglieder waren überwiegend – aber keineswegs ausschließlich – Juristen. Sie wurde 1888/89 in Wien von den Professoren Adolphe Prins (Brüssel), Franz von Liszt (Halle) und Gerardus Antonius van Hamel (Amsterdam) gegründet und war auch unter den Bezeichnungen  International Union of Penal Law, bzw. Union Internationale de Droit Pénal (I.U.P.L./U.I.D.P) bekannt. Nachdem der transnationale Charakter der IKV unter dem Ersten Weltkrieg gelitten hatte, wurden am 14. März 1924 in Paris die englisch- und französischsprachigen Nachfolgeorganisationen (International Association of Penal Law, bzw. Association Internationale de Droit Pénal; I.A.P.L./A.I.D.P.) gegründet.

## Programmatik
Im Mittelpunkt des Programms, das von der Überzeugung getragen war, dass das Thema Verbrechen und Strafen in Wissenschaft und Gesetzgebung ebenso sehr vom soziologischen wie vom juristischen Gesichtspunkt aus zu betrachten sei, stand die Reform des Strafensystems und des Strafvollzugs, insbesondere die Bekämpfung der als verderblich angesehenen kurzzeitigen Freiheitsstrafen. Als Ersatz für die kurze Freiheitsstrafe war Arbeitsstrafe ohne Einsperrung – heute würde man von gemeinnütziger Arbeit sprechen – vorgesehen. Auch setzte sich die IKV für die Einführung der bedingten Verurteilung (= Strafaussetzung auf Bewährung) ein.
Noch im 19. Jahrhundert formulierte die IKV die folgenden zentralen Anliegen:
- Heranziehung anderer Mittel als nur der Strafe zur Bekämpfung der Verbrechen,
- Benutzung der soziologischen und anthropologischen Forschungen,
- Unterscheidung von Gelegenheits- und Gewohnheitsverbrechern (sowie Unschädlichmachung der letztgenannten, sofern sie unverbesserlich sind),
- Beseitigung der Trennung des Strafvollzugs von der Strafrechtspflege,
- Verbesserung der Gefängnisse,
- Ersatz der kurzzeitigen Freiheitsstrafen,
- Bemessung der Strafdauer bei langzeitigen Freiheitsstrafen auch nach den Ergebnissen des Strafvollzugs.

Die ersten Kongresse der IKV, die jeweils durch Gutachten und Berichte vorbereitet waren, wurden in Brüssel (1889), Bern (1890), Kristiania (1891) und in Paris (1893) abgehalten. Die Vereinigung, die auch sowohl ein französisches als auch ein deutsches Jahrbuch herausgab, zählte zur Zeit des Pariser Kongresses über 600 Mitglieder aus fast allen Staaten Europas, aus Nord- und Südamerika, Ägypten und Japan.
Von 1889 bis 1914 rang die IKV mit viel Engagement um ihre Reformziele. Der Erste Weltkrieg erschütterte den transnationalen Zusammenhalt. Die deutsche Landesgruppe der IKV arbeitete weiter für die Reform des deutschen Strafrechts, scheiterte dann aber am Aufstieg des Nationalsozialismus. Das Ende der IKV wird mal auf 1932 (das Jahr des letzten Kongresses der deutschen Sektion), mal auf 1937 (förmliche Auflösung) datiert.
Die Bewertungen der Rolle der IKV sind geteilt. Während manche (z. B. Hans-Heinrich Jescheck) in der IKV eine Vorreiterin der kriminalpolitischen Liberalisierung im späten 20. Jahrhundert sehen, betonen andere (z. B. Leon Radzinowicz) die direkten und indirekten Verbindungslinien, die von der IKV zu den autoritären Strafrechts- und Unterdrückungssystemen des frühen 20. Jahrhunderts führen (faschistisches Italien, Drittes Reich, Stalinismus).